# Nikephoros Bryennios
Nikephoros Bryennios (mittelgriechisch Νικηφόρος Βρυέννιος; * um 1081; † 1136 in Konstantinopel) war ein byzantinischer Militär, Politiker und Geschichtsschreiber. Er war wegen seines Wissens hoch angesehen, hatte ein angenehmes Äußeres und ein einnehmendes Wesen, gewann die Gunst des Kaisers Alexios I. und die Hand seiner Tochter Anna Komnena mit dem Titel Panhypersebastos, einer der von Alexios neu geschaffenen Würden (siehe Ämter und Titel im byzantinischen Reich). Um 1111 wurde Bryennios zum Kaisar befördert, die dritte Stufe in der byzantinischen Rangfolge zu dieser Zeit.
Bryennios verteidigte 1097 erfolgreich die Mauern von Konstantinopel gegen die Angriffe des Kreuzfahrers Gottfried von Bouillon während des Ersten Kreuzzugs, führte die Friedensverhandlungen zwischen Alexios und Bohemund von Tarent (Vertrag von Devol, 1108) und spielte auch bei der Niederlage des Seldschukenfürsten Malik Schah 1116 eine wichtige Rolle.
Nach Alexios’ Tod weigerte er sich, der Verschwörung beizutreten, die seine Schwiegermutter und seine Frau anführten, um Johannes II. Komnenos, den Sohn des verstorbenen Kaisers, abzusetzen, und ihn selbst auf den Thron zu bringen. Seine Frau nannte seine Weigerung Feigheit, aber aus einigen Passagen in seinem eigenen Werk ergibt sich, dass er es als Verbrechen betrachtete, sich gegen den rechtmäßigen Erben zu erheben. Der einzige Vorwurf, der ihm gemacht werden kann, ist, dass er die Verschwörung nicht im Keim erstickte.
Er pflegte sehr gute Beziehungen zu Johannes II., den er auf seinem syrischen Feldzug 1136 begleitete. Aus Gesundheitsgründen musste er jedoch nach Konstantinopel zurückkehren, wo er im gleichen Jahr starb. An seiner Stelle wurde Johannes Roger Dalassenos zum Kaisar ernannt.
Auf Vorschlag seiner Schwiegermutter schrieb er eine Geschichte der Zeit von 1057 bis 1081 mit dem Titel Hyle Historias (Materialien für eine Geschichte), von Isaak Komnenos’ Sieg über Michael VII. bis zur Absetzung von Nikephoros III. durch Alexios. Das Werk ist mehr eine Familiengeschichte mit dem Ziel der Glorifizierung der Komnenen. Ein Teil der Einführung ist möglicherweise eine spätere Ergänzung.
Zusätzlich zu den Auskünften, die ihm ältere Zeitgenossen gaben (wie sein Vater und Schwiegervater), nutzte Bryennios auch die Arbeiten von Michael Psellos, Johannes Skylitzes und Michael Attaleiates. Wie zu erwarten, ist seine Sicht durch persönliche Erwähnungen und seine Beziehungen zur kaiserlichen Familie verzerrt, die ihm unübliche Möglichkeiten geboten hatte, Material auszuwerten. Sein Vorbild war Xenophon, den er mit einigem Erfolg imitierte. Er enthält sich der exzessiven Nutzung von Gleichnissen und Metaphern, sein Stil ist knapp und einfach.

## Ausgaben
- P. Possinus, 1661 (Editio princeps).
- E. Meineke in Bonn Corpus Scriptorum Hist. Byz. (1836) mit einem wertvollen Kommentar von Charles du Fresne, sieur du Cange.
- Jacques Paul Migne: Patrologia Graeca, cxxvii.